# Súbdito británico

Portada delantera de un pasaporte Británico, que incluye a los países de Inglaterra, Escocia, Gales, Irlanda del Norte y varios territorios insulares más pequeños (Bermudas, Islas Vírgenes Británicas, Isla de Jersey, Isla de Man, Islas Malvinas, Gibraltar, etc.)

En la ley de nacionalidad británica, el término de súbdito británico (en inglés: British subject) ha tenido diferentes significados en distintos momentos de la historia. La definición actual del término de "súbdito británico" está contenida en el Acta de Nacionalidad Británica de 1981.

## Antes de 1949
Anteriormente al 1 de enero de 1949, el término de "súbdito británico" era usado en la ley de nacionalidad británica para describir a cualquier persona que jurara lealtad a la Corona británica, habiendo nacido en cualquier parte del Imperio británico. Dentro del imperio, las únicas personas que no eran súbditos británicos eran los gobernantes de estados nativos formalmente bajo la “protección” de la Corona británica, y sus habitantes. Aunque estos países eran regidos por el gobierno imperial para todos los propósitos prácticos, dichas personas eran consideradas nacidas fuera de la soberanía de la Corona británica, y eran (y donde estas personas se encuentran aún con vida, aún son) conocidas como personas bajo protección británica.
Entre 1947 y 1951 cada uno de los varios miembros de la Mancomunidad de Naciones creó su propia ciudadanía nacional (el Estado Libre Irlandés lo había hecho en 1935, pero abandonó la Commonwealth en 1949). En 1948, el parlamento del Reino Unido aprobó el Acta de Nacionalidad Británica, que comenzaría a tener efecto a partir del 1 de enero de 1949 e introdujo el concepto de “ciudadano del Reino Unido y Colonias”.

## De 1949 a 1982
Desde el 1 de enero de 1949, cada ciudadano británico por virtud de una conexión con el Reino Unido o alguna de sus colonias de ultramar se convirtió en un ciudadano del Reino Unido y Colonias.
Sin embargo, los ciudadanos del Reino Unido y Colonias, al igual que los ciudadanos de otras naciones de la Commonwealth, también siguieron siendo considerados súbditos británicos. Desde 1949, ese estatus era también conocido como "ciudadano de la Commonwealth" e incluía a cualquiera que fuese:
- un ciudadano del Reino Unido y Colonias;
- un ciudadano de cualquier otra nación de la Commonwealth; o
- uno de los llamados “súbditos británicos sin ciudadanía”.

Esta tercera categoría estaba principalmente compuesta por personas nacidas antes de 1949 en la República de Irlanda, la India o Pakistán que no tuvieran ciudadanía de su país ni de ningún otro dominio (en el caso de la India y Pakistán) o que solicitaran la restauración de su estado de súbdito británico después de 1949 (para aquellos conectados a Irlanda).
Por lo tanto, desde 1949 a 1982, una persona nacida en Londres, Inglaterra, era considerada súbdito británico y ciudadano del Reino Unido y Colonias, mientras que alguien nacido en Sídney, Australia, tenía el estatus de súbdito británico y ciudadano de Australia.

### Súbditos británicos en otras partes de laCommonwealth
Desde 1949 a 1982 (a 1987 en Australia), habitualmente poseían el estatus de súbdito británico los ciudadanos de los países de la Commonwealth, y en muchos de ellos dicho estatus era definido en sus leyes, como el estatus de ciudadano de la Commonwealth está definido hoy en día. En contraste, el Acta de Nacionalidad Británica de 1981 establece que, en los territorios que conciernen a la ley del Reino Unido, nadie es súbdito británico sino según lo dicho por el acta.
En Sudáfrica, los nacidos allí dejaron de ser súbditos británicos cuando el país se convirtió en una república fuera de la Commonwealth en 1961 y el Acta de Relaciones de la Commonwealth de 1962 removió cualquier referencia a la nacionalidad británica.
En Canadá el término de "súbdito británico" fue reemplazado por "ciudadano de la Commonwealth" cuando el Acta de Ciudadanía canadiense de 1947 fue reemplazada por el Acta de Ciudadanía de 1977, el cual tuvo efecto desde el 15 de febrero de 1977.
En Nueva Zelanda, el estatus de súbdito británico dejó de ser definido por la ley nacional cuando el Acta de Ciudadanía de Nueva Zelanda de 1948 fue reemplazada por el Acta de Ciudadanía de 1977, la cual entró en vigor a partir del 1 de enero de 1978. Sin embargo, la sección 2 (Interpretación) contiene una referencia en la definición de “extranjero” al “ciudadano de la Commonwealth (súbdito británico)”.
En Australia, el estatus de súbdito británico fue mantenido en la ley de esa nación hasta que fue eliminado por disposición de la Enmienda del Acta de Ciudadanía Australiana de 1948, que comenzó a regir desde el 1 de mayo de 1987. Debido a eso desde el 1 de enero de 1983 hasta el 1 de mayo de 1987, los ciudadanos australianos y británicos eran ambos súbditos británicos según la ley de Australia, pero no según la del Reino Unido.
La mayoría de los otros países de la Commonwealth no definen el término de "súbdito británico", prefiriendo desde un principio utilizar la denominación de "ciudadano de la Commonwealth".

## Después de 1983
El 1 de enero de 1983, después de la puesta en vigencia del Acta de Nacionalidad Británica en 1981, cada ciudadano del Reino Unido y Colonias se convirtió en ciudadano británico, ciudadano británico de territorios dependientes o ciudadano británico de territorios extranjeros.
El uso común del término de "súbdito británico" fue abolido para las personas que anteriormente habían pertenecido a esa categoría y para quienes tenían ciudadanía nacional de cualquier otra parte de la Commonwealth. La categoría de súbdito británicos ahora sólo incluía a aquellos anteriormente conocidos como súbditos británicos sin ciudadanía. Sin embargo, en los estatutos aprobados antes del 1 de enero de 1983, las referencias a los "súbditos británicos" continuaron siendo interpretadas como si se refirieran a los "ciudadanos de la Commonwealth".
Los ciudadanos británicos no son súbditos británicos según el Acta de 1981. La única circunstancia en la cual una persona puede ser simultáneamente súbdito y ciudadano británico es en el caso de que un súbdito británico que haya nacido en Irlanda (sección 31 del Acta de 1981) adquiera la ciudadanía británica por naturalización o registro. Sólo en este caso el súbdito británico tiene la posibilidad de convertirse también en ciudadano británico.
El estatus de súbdito británico no puede actualmente ser transmitido a la descendencia, y se extinguirá cuando todos los súbditos británicos existentes mueran.

### Pérdida del estatus de súbdito británico
Los súbditos británicos, excepto los que consiguieron dicho estatus por haber nacido en Irlanda antes de 1949, pierden automáticamente el estatus al adquirir cualquier otra nacionalidad, incluyendo la ciudadanía británica, según lo establece la sección 35 del Acta de Nacionalidad Británica de 1981.

### Acceso a la ciudadanía británica
Los súbditos británicos pueden convertirse en ciudadanos británicos a través de alguna de las siguientes maneras:

#### Residencia en el Reino Unido
- Después de 5 años de residencia en el Reino Unido y habiendo tenido el status de Indefinite Leave to Remain (ILR) o su equivalente por al menos 12 meses, un súbdito británico puede solicitar ser registrado como ciudadano británico, según se dice en la sección 4 del Acta de Nacionalidad Británica.
- Habiéndose casado con un ciudadano británico y teniendo el estatus de ILR, se tiene el derecho de solicitar la naturalización como ciudadano británico después de 3 años de residencia en el Reino Unido.

Cualquiera de estas dos opciones permite adquirir la ciudadanía británica, de la misma manera que por descendencia, de esta manera los niños nacidos subsecuentemente fuera del Reino Unido tendrán acceso normal a la ciudadanía británica.

#### No teniendo ninguna otra nacionalidad
Según la sección 4B del Acta de Nacionalidad Británica, en vigor desde el 30 de abril de 2003, los súbditos británicos que no tienen otra nacionalidad o ciudadanía y que no han perdido ninguna nacionalidad después del 4 de julio de 2002 ― haya sido voluntariamente o por cualquier otra razón ―, pueden solicitar ser registrados como ciudadanos británicos de las siguientes maneras:
- Teniendo residencia permanente en otro país que no prohíba el registro como ciudadano británico, habiéndose comprobado antes que la persona que desea adquirir la ciudadanía británica no tiene la ciudadanía de su país de residencia. La subsecuente adquisición de la nacionalidad o ciudadanía de otro país no causa la pérdida de la ciudadanía británica.
- Siendo un súbdito británico nacido en Irlanda, poseyendo también la ciudadanía irlandesa.

## Otros términos
Aunque el término de "súbdito británico" tiene actualmente una definición estatutaria muy restrictiva, no existen problemas con la palabra "súbdito" por ser según lo establecido, las naciones cuyo jefe de Estado es Su Majestad el Rey Carlos III pueden ser llamados aún "súbditos de Su Majestad", mientras que los británicos pueden ser descritos con precisión bajo la denominación de "súbditos de Su Majestad en derecho del Reino Unido". El término de "nacional británico", aunque indefinido en estatutos, es generalmente utilizado para referirse a los ciudadanos británicos, ciudadanos de territorios británicos de Ultramar, ciudadanos del Ultramar británico, nacionales británicos de Ultramar, súbditos británicos (como se define en el Acta de 1981) y, a veces, personas bajo protección británica.
- Datos: Q4971466